# 林汝舟
林汝舟（1814年—1861年），字鏡楓，福建省福州府侯官縣（今福州市閩侯縣）人，清朝翰林。

## 生平
道光十八年（1838年），林汝舟考中戊戌科進士，殿試位列第二甲第六名，選庶吉士，散館授翰林院編修，未任他職。

## 家庭
父亲林則徐，为长子。